# Od zítřka nečaruji
Od zítřka nečaruji je československý rodinný fantasy film, jejž natočil režisér Jindřich Polák podle scénáře, který napsal společně s Otou Hofmanem. Do československých kin byl snímek uveden 9. listopadu 1979. Jedná se o filmový sestřih posledních tří dílů třetí řady televizního seriálu Pan Tau, předchází mu film Poplach v oblacích. Ústřední roli pana Tau si zopakoval Otto Šimánek, v dalších hlavních rolích se představili Vlastimil Brodský, Zdena Hadrbolcová a Josef Bláha.
Na DVD byl snímek poprvé vydán v roce 2006 (Bontonfilm), v roce 2007 potom jako příloha deníku Šíp.

## Příběh
Pan Tau stále uniká vyšetřování, které vede III. inspektor bezpečnosti leteckého provozu Málek. Díky informacím od svého syna se mu dostane na stopu a ve svém volnu zamíří na letní tábor, kde Tau působí jako zázračný kuchař. Děti jej zbožňují a nemají zájem ho Málkovi vydat, takže začnou připravovat různé lsti, kterými chtějí inspektora zmást.

## Obsazení
- Otto Šimánek jako pan Tau
- Vlastimil Brodský jako Málek, III. inspektor bezpečnosti leteckého provozu
- Zdena Hadrbolcová jako Helena Málková, manželka Málka
- Marie Rosůlková jako babička Málková
- Josef Kemr jako děda Hanousek
- Václav Lohniský jako Hurta, kuchař na táboře
- Josef Bláha jako hlavní inspektor bezpečnosti leteckého provozu
- Julie Jurištová jako Terezka, táborová vedoucí dívčího oddílu
- Karel Augusta jako hostinský
- Jan Skopeček jako řidič dodávky
- Jiří Kodet jako René Ticháček, kapitán letadla
- Milan Rybák jako strážmistr VB
- Michael Hofbauer jako Otík, syn Málka
- Tomáš Vacek jako Mirek, syn řidiče dodávky
- Tomáš Murdych jako Martin
- Eliška Sirová jako Eva, dcera Málka
- Jan Sedláček jako Pepíček, syn Málka